# セーブルフィッシュ (潜水艦)
セーブルフィッシュ (USS Sablefish, SS/AGSS-303) は、アメリカ海軍の潜水艦。バラオ級潜水艦の一隻。艦名はギンダラの英語名に因む。その名を持つ艦としては2隻目。

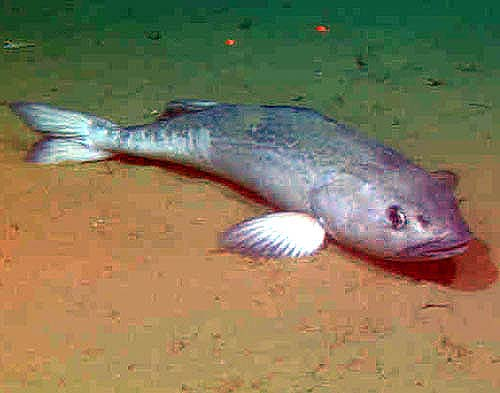
ギンダラ（Sablefish）

## 艦歴
セーブルフィッシュは1943年6月5日にペンシルベニア州フィラデルフィアのクランプ造船所で起工する。1944年6月4日にE・W・バーロウ夫人によって命名、進水し、1945年12月18日にフィラデルフィア海軍工廠で艦長リチャード・H・クレーン中佐（アナポリス1931年組）の指揮下就役した。クレーンは、バラオ (USS Balao, SS-285) の初代艦長を務めた人物であった。
コネチカット州ニューロンドンからパナマ運河地帯のバルボアへの整調巡航後、セーブルフィッシュは1946年5月までパナマ海域で訓練に従事した。母港のニューロンドンに帰還後、同年の残りは東海岸沖での対潜水艦戦訓練、バミューダ沖での艦隊演習、グリーンランドへの3週間の巡航を行った。1946年に入ると、その任務の基本が確立された。続く数年の任務におけるハイライトは、1948年1月および9月に行われた新型潜水艦回避ブイの試験、1948年2月14日にハバナで行われた戦艦メイン沈没50周年式典への参加、1951年前半に行われたフリート・シュノーケル改修、エドワード・R・マローのテレビショー『See-It-Now』への出演などであった。
1952年7月15日、セーブルフィッシュはニューロンドンを出航し、最初の第6艦隊配備のため地中海に向かう。他のアメリカ軍艦艇およびNATO加盟国の海軍艦艇と共に演習を行ってその夏を過ごし、10月にニューロンドンに帰還した。その後セーブルフィッシュはもう6回、地中海へ展開した。大西洋の母港へ帰還すると、セーブルフィッシュは訓練演習で北はノバスコシアから南はカリブ海までの範囲を巡航した。
1959年6月、セーブルフィッシュはセントローレンス海路の開通に際し海軍の代表として記念式典に参加した。その後8月半ばまで五大湖での作戦活動に従事し、1961年に再びセントローレンス海路を通過して五大湖に入った。1967年5月には、再び大西洋を横断する。今回の配備ではジブラルタルを通過して第6艦隊の任務に就く代わりに、イングランドの港を訪問し、フランス、ドイツ、デンマーク、スウェーデンといった国々の沿岸を訪問した。帰国に向けての航海途中に、アイスランドも訪問した。
セーブルフィッシュは1968年の秋に最後の地中海配備に就く。任務を終えると1969年2月1日に母港に帰還した。1969年6月30日、ニューロンドンでの作戦活動の間に AGSS-303（実験潜水艦）に艦種変更される。1969年11月1日に退役し、同日除籍された。セーブルフィッシュはその後装備のほとんどを取り外され、1971年7月29日にスクラップとして売却された。